# Де-Донк
Де-Донк (нід. De Donk) — селище в нідерландській провінції Південна Голландія. Входить до муніципалітету Моленланден.